# Club-assistent Brabantcup (marathonschaatsen) 2023/2024
De Club-assistent Brabantcup (marathonschaatsen) 2023/2024 is het jaarlijks terugkerende klassement over de gehouden Club-assistent Brabantcup wedstrijden op de Noord-Brabantse schaatsbanen. Het is de vierde keer dat de  Club-assistent Brabantcup wordt uitgereikt. 
Hieronder is een overzicht van de winnaars van de Grand Prix cup's en een overzicht van het eindklassement.

## Podia
| Divisie | Eerste         | Tweede             | Derde              |
| ------- | -------------- | ------------------ | ------------------ |
| Mannen  | Evert Hoolwerf | Harm Visser        | Christiaan Haasjes |
| Vrouwen | Esther Kiel    | Arianna Pruisscher | Tessa Snoek        |

## Marathon Cup wedstrijden
| Datum       | Plaats    | Onderdeel                                    | Winaars        | Winaars            |
| Datum       | Plaats    | Onderdeel                                    | Mannen         | Vrouwen            |
| ----------- | --------- | -------------------------------------------- | -------------- | ------------------ |
| 16 december | Breda     | Marathon Cup 8; Club-assistent Brabantcup 1  | Harm Visser    | Arianna Pruisscher |
| 6 januari   | Tilburg   | Marathon Cup 10; Club-assistent Brabantcup 2 | Evert Hoolwerf | Irene Schouten     |
| 20 januari  | Eindhoven | Maraton Cup 12; Club-assistent Brabantcup 3  | Harm Visser    | Esther Kiel        |

## Eindklassementen
Mannen
| Algemene stand | Algemene stand    | Algemene stand | Algemene stand                  | Algemene stand | Algemene stand | Algemene stand | Algemene stand |
| Nr.            | Naam              | Nationaliteit  | Ploeg                           | Punten         | Punten         | Punten         | Punten         |
| Nr.            | Naam              | Nationaliteit  | Ploeg                           | #1             | #2             | #3             | Totaal         |
| -------------- | ----------------- | -------------- | ------------------------------- | -------------- | -------------- | -------------- | -------------- |
| 1              | Evert Hoolwerf    | Nederland      | Team Reggeborgh                 | 23             | 30,1           | 18             | 71,1           |
| 2              | Harm Visser       | Nederland      | Jumbo-Visma                     | 30,1           |                | 25,1           | 55,2           |
| 3              | Christian Haasjes | Nederland      | Bouwselect / De Haan Westerhoff | 6              | 23             | 10             | 39             |
| 4              | Jeroen Janissen   | Nederland      | OKAY/Interfarms                 | 20             | 19             |                | 39             |
| 5              | Robert Post       | Nederland      | Jumbo-Visma                     | 7              | 26             |                | 33             |
| 6              | Niels Overvoorde  | Nederland      | Sportchaletviehhofen.at         | 3              | 17             | 12             | 32             |
| 7              | Bart Vreugdenhil  | Nederland      | Talentenploeg                   | 19             | 13             |                | 32             |
| 8              | Daan Gelling      | Nederland      | Royal A-ware                    | 18             |                | 13             | 31             |
| 9              | Luc ter Haar      | Nederland      | Bouwselect / De Haan Westerhoff | 13             |                | 17             | 30             |
| 10             | Bart Swings       | België         | OKAY/Interfarms                 | 26             |                |                | 26             |

Vrouwen
| Algemene stand | Algemene stand         | Algemene stand | Algemene stand                      | Algemene stand | Algemene stand | Algemene stand | Algemene stand |
| Nr.            | Naam                   | Nationaliteit  | Ploeg                               | Punten         | Punten         | Punten         | Punten         |
| Nr.            | Naam                   | Nationaliteit  | Ploeg                               | #1             | #2             | #3             | Totaal         |
| -------------- | ---------------------- | -------------- | ----------------------------------- | -------------- | -------------- | -------------- | -------------- |
| 1              | Esther Kiel            | Nederland      | BDM / BTZ                           | 23             | 21             | 25             | 69,1           |
| 2              | Arianna Pruisscher     | Nederland      | Team Albert Heijn Zaanlander        | 30             | 15             | 7              | 52,1           |
| 3              | Tessa Snoek            | Nederland      | VGR Sport / Vreugdenhil Dairy Foods | 14             | 16             | 21             | 51             |
| 4              | Lianne van Loon        | Nederland      | KNSB Inline Selectie                | 11             | 18             | 18             | 47             |
| 5              | Loesanne van der Geest | Nederland      | PGM Bakker                          | 22             | 13             | 12             | 47             |
| 6              | Elsemieke van Maaren   | Nederland      | BDM / BTZ                           | 9              | 17             | 14             | 40             |
| 7              | Dieuwertje van Kalken  | Nederland      | Turner                              | 21             | 7              | 8              | 36             |
| 8              | Maaike Verweij         | Nederland      | Team Albert Heijn Zaanlander        | 12             |                | 16             | 28             |
| 9              | Sofia Schilder         | Nederland      | Van Ramshorst Renault               |                | 14             | 13             | 27             |
| 10             | Beau Wagemaker         | Nederland      | PMG Bakker                          | 7              | 9              | 10             | 26             |

Eendaagse wedstrijden:
NK kunstijs · 
Amsterdam · 
Open NK natuurijs · 
Winterswijk · 
Noordlaren ·
 Open VK natuurijs

Marathon Cup:
1. Groningen · 
2. Utrecht · 
3. Heerenveen ·
4. Den Haag · 
5. Haarlem · 
6. Hoorn · 
7. Deventer · 
8. Breda · 
9. Groningen · 
10. Tilburg · 
11. Heerenveen · 
12. Eindhoven · 
13. Alkmaar ·
14. Amsterdam · 
15. Finale Leeuwarden

Grand Prix:
 Weissensee:
Aart Koopmans Memorial · 
Sprint · 
Alternatieve Elfstedentocht ·
 Luleå:
Marathon · 
Sprint · 
Sea Ice Classic

Klassementen: KNSB Cup ·
Jongeren · 
Ploegen ·
Grand Prix ·
Brabantcup ·
Natuurijs vierdaagse
Lijst van schaatsmarathonrijders 2023/2024
2021/2022 ·
2022/2023 ·
2023/2024 ·
2024/2025